# Улица Нижние Поля
У́лица Ни́жние Поля́ — улица, расположенная в Юго-Восточном административном округе города Москвы на территории районов Люблино и Марьино.

## История
Улица получила своё название в 1956 году по расположению вблизи Люблинских полей орошения, созданных в 1898 году и подразделяющихся на Верхние и Нижние поля (поля застраиваются с 1990-х годов). В 1980-е—1990-е годы начальная часть улицы к востоку от Люблинской улицы была в включена в состав улицы Верхние Поля.

## Расположение
Улица Нижние Поля, являясь продолжением улицы Верхние Поля, проходит от Люблинской улицы на юго-запад до улицы Перерва, за которой продолжается как Донецкая улица. С северо-запада к улице Нижние Поля примыкает Иловайская улица. Нумерация домов начинается от Люблинской улицы.

## Примечательные здания и сооружения

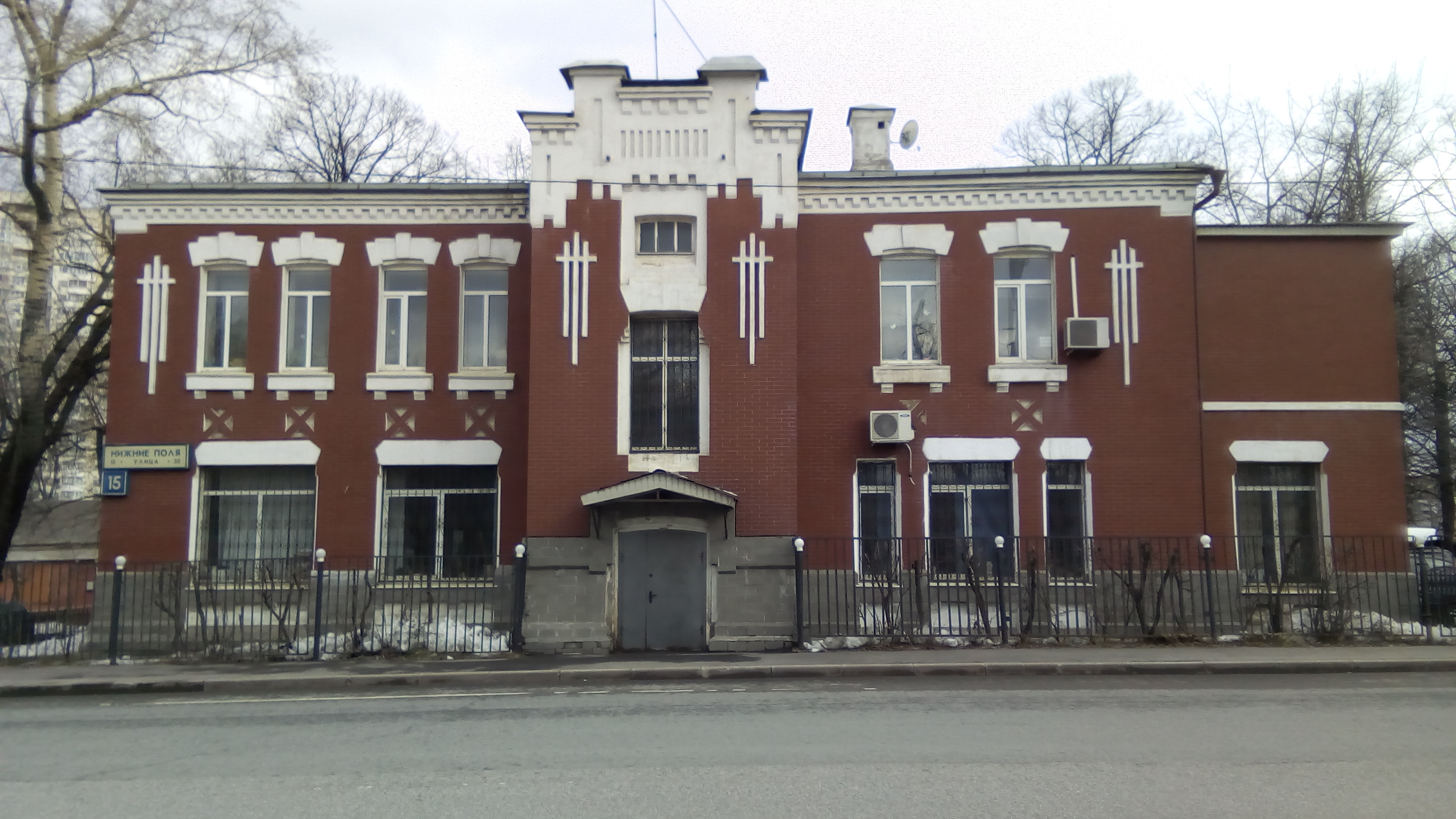
Улица Нижние Поля, дом 15

По нечётной стороне:
По чётной стороне:

## Транспорт

### Автобус
- 35: от Люблинской улицы до Иловайской улицы и обратно
- 55: от Иловайской улицы до улицы Перерва и обратно
- 413: от Иловайской улицы до улицы Перерва и обратно
- 524: от Люблинской улицы до Иловайской улицы и обратно
- 625: от Иловайской улицы до улицы Перерва и обратно
- 646: от Иловайской улицы до улицы Перерва и обратно
- 650: от Люблинской улицы до улицы Перерва и обратно
- 749: от Иловайской улицы до улицы Перерва и обратно
- С9: от Люблинской улицы до улицы Перерва и обратно
- т50: от Люблинской улицы до улицы Перерва и обратно
- т74: от Люблинской улицы до улицы Перерва и обратно

### Метро
- Станция метро «Братиславская» Люблинско-Дмитровской линии — восточнее улицы, на улице Перерва.

### Железнодорожный транспорт
- Платформа «Перерва» Курского направления МЖД - западнее улицы, на Иловайской улице.